# Javanrud
Javanrud (persa جوانرود, kurd Djwanro) és una ciutat de l'Iran, a la província de Kermansah, capital del comtat del mateix nom. El nom Javanrud vol dir "riu dels Javs o Jafs" (els kurds habitants de la zona) però en persa modern literalment vol dir "Riu Jove"; actualment no hi ha cap riu. La seva població és de 73.317 habitants. La població pertany a la tribu kurda coneguda com a djafs o jafs.
Fou un antic districte a l'oest de la muntanya Shaho entre Avroman al nord, Shahrazur a l'oest, i Zuhab i Rawansar al sud i est. La moderna comarca o comtat limita al nord i oest amb Paveh, al sud-est amb Rawansar, i al sud-oest amb Islam-Abad i Sarpol-e-zahab. Està dividida en dos districtes: Districte Central i Javanrud, i sis viles. La capital és la ciutat de Javanrud, situada a 79 kilòmetres al nord de Kermansah i a 1300 metres d'altitud. A la ciutat s'hi troben un castell, un parell de coves (la de Kawat i la de Quri Qaleh), una font d'aigua mineral, restes jueves, i unes tombes excavades a la roca (Taq-e Farhad).